# Svendborg TGI
 Denne artikel bør gennemlæses af en person med fagkendskab for at sikre den faglige korrekthed.

Svendborg TGI eller Tved GI, var en håndboldklub i Svendborgs nordlige bydel Tved.
Den blev i 2005 slået sammen med GOG og blev til GOG Svendborg TGI.
| Sport | Spire Denne artikel om sport er en spire som bør udbygges. Du er velkommen til at hjælpe Wikipedia ved at udvide den. |